# François de La Trémoille
 (juin 2012).
Si vous disposez d'ouvrages ou d'articles de référence ou si vous connaissez des sites web de qualité traitant du thème abordé ici, merci de compléter l'article en donnant les références utiles à sa vérifiabilité et en les liant à la section « Notes et références ».
Pour les autres membres de la famille, voir Maison de La Trémoille.
François Ier de La Trémoille, 36e vicomte de Thouars,,, né en 1502 (on trouve aussi 1505) à Thouars et mort le 7 janvier 1542 à Thouars, est le fils de Charles de La Trémoïlle (né en 1485-tué en 1515 à la bataille de Marignan) et de Louise de Coëtivy (arrière-petite-fille de Charles VII et cousine germaine de François Ier). C'est le petit-fils de Louis II de La Trémoille (1460-† 1525 à Pavie ; lui-même fils de Louis et petit-fils de Georges) et de Gabrielle de Bourbon-Montpensier.

## Biographie
La famille de La Trémoille, hérite du comté de Laval (et de Vitré) en 1605 après la mort du dernier représentant en ligne directe, Guy XX (de la famille de Laval-Coligny d'Andelot). Cet héritage oblige les descendants d'Anne de Laval et de François de la Trémoille, à venir séjourner épisodiquement sur les bords de la Mayenne.
Le 31 octobre 1537, François perd la châtellenie de Rochefort. En effet, un arrêt du parlement de Paris en date du 10 mars 1536 a réuni Rochefort au domaine. Les officiers royaux, toujours attentifs à la conservation des intérêts de leur maître, ont eu raison de la ténacité des La Trémoille, qui faisaient valoir une dette royale de 18 000 écus envers la famille, depuis la bataille de Castillon, en 1453.

## Mariage et descendance
Le 23 janvier 1521, il épouse Anne de Montfort-Laval (1505-1554), fille de Guy XVI de Laval et de Charlotte d'Aragon-Naples, princesse de Tarente. Ils ont dix enfants dont :
- Louis III de La Trémoille (1521-1577), 1er duc de Thouars, qui épouse en 1549 Jeanne de Montmorency (1528-1596), et qui fait la suite de la branche aînée des La Trémoille, ducs de Thouars, princes de Talmont et de Tarente, comtes de Taillebourg etc., comtes de Laval et barons de Vitré en 1605,  
  - par son fils Claude (1566-1604) ; sa fille Charlotte-Catherine de La Trémoille (1568-1629) marie en 1586 Henri de Condé, d'où la suite des princes de Condé ;
- François de La Trémoille, comte de Benon, baron de Montagu, de Brandois, de Ré, de Mareuil et de Mornac († 1555), épouse en 1549 Françoise du Bouchet, fille de Charles du Bouchet, sire du Puy-Greffier et de Ste-Gemme, veuve d'André de Foix ;
- Charles de La Trémoille, baron de Mauléon, de Marans et de Doué († 1551), abbé de Saint-Laon de Thouars puis abbé de Chambon ;
- Georges (Ier) de La Trémoille († décembre 1584), baron de Royan, baron d'Olonne, seigneur de Saujon, de Kergolay, et de Gençay en 1550 (après son frère Louis III), sénéchal de Poitou et capitaine-gouverneur de Poitiers (titres aussi portés par ses descendants). Abbé de Chambon à la mort de son frère Charles. Georges  épouse en 1563 Madeleine de Luxembourg (-St-Pol-Brienne), dame d'Apremont (fille de François II, vicomte de Martigues), d'où : 
  - Gilbert de La Trémoïlle († le 25 juillet 1603), baron puis en octobre 1592 1er marquis de Royan, et baron puis en janvier 1600 comte d'Olonne, sire d'Apremont, x 1592 Anne Hurault de Cheverny, dont : < Gilbert, abbé de Chambon (1599-1619) ; Georges, chevalier de Malte (1601-1623) ; Catherine, abbesse de Ste-Croix de Poitiers (1600-1650) ; Marie-Marguerite, abbesse du Lys et de Jouarre († 1657) ; et leur frère aîné : 
    - Philippe de La Trémoïlle (1596-1670), 2e marquis de Royan, comte d'Olonne, baron d'Apremont, et de Commequiers par acquisition en 1627, x 1° Madeleine, dame de Hanches, fille de Michel de Champrond, président aux Enquêtes du Parlement, dont : < César-Joseph, chevalier de Malte (1623-1698) ; Louis, comte d'Olonne (1626-1686), x 1652 Catherine-Henriette d'Angennes († 1714) ; Paul-Augustin, sire de Hanches (1635-1688) ; deux abbesses du Pont-aux-Dames : Madeleine († 1679) et Calliope († v. 1700) ; et leur frère : 
      - François (II) de La Trémoïlle (1637-1690), 3e marquis de Royan, comte d'Olonne, x 1675 Yolande-Julie de La Trémoïlle-Noirmoutier-Montmirail, fille de Louis II ci-dessous, d'où : 
        - Georges (II) (1683-1691), 4e marquis de Royan, comte d'Olonne, suivi de :
        - sa sœur aînée Marie-Anne de La Trémoïlle (1676-1708), 5e marquise de Royan, comtesse d'Olonne, x 1696 Paul-Sigismond de Montmorency-Luxembourg (1664-1731), duc de Châtillon, lieutenant-général : Postérité.
- Claude de La Trémoille († 1566), baron de Noirmoutier(s), seigneur de Mornac, seigneur de Châteauneuf-sur-Sarthe, seigneur de Saint-Germain, seigneur de Buron et seigneur de La Roche-Diré, qui épouse Antoinette de Maillé de La Tour-Landry, fille d'Hardouin X et petite-fille d'Hardouin IX de Maillé, d'où : 
  - François (II) († 1608), 1er marquis de Noirmoutier, x 1584 Charlotte de Beaune, vicomtesse de Tours et dame de Semblançay (1551-1617 ; fille de Jacques (III), petite-fille de Guillaume, et arrière-petite-fille de Jacques Ier de Beaune), dont : 
    - Louis (Ier) de La Trémoille (1586-1613), 2e marquis de Noirmoutier, baron de Châteauneuf et de Semblançay, vicomte de Tours, x 1610 Lucrèce Bouhier, dame du Plessis-aux-Tournelles (v. 1600-† 1666), remariée en 1617 au maréchal de Vitry (1581-1644 ; Postérité) (cf. Man8rove : Bouhier), d'où : 
      - Louis (II) de La Trémoille (1612-1666), 3e marquis puis 1er duc de Noirmoutier (1650), sire de Montmirail par achat en 1655, maréchal des camps et armées, lieutenant-général en Anjou, x 1640 Renée Julie Aubery (1618-1679), fille de Jean Aubery, seigneur de Tilleport, dont : 
        - Marie-Anne de La Trémoille (1641-1722), x 1° 1659 le prince de Chalais Adrien-Blaise (v. 1638 - 1670), puis 2° 1675 le prince des Ursins, 5e duc de Bracciano (Flavio Orsini, 1620-1698) ;
        - Louis-Alexandre (1642-1667) ; Henri († 1674) ;
        - Antoine-François de La Trémoille (1652-1733 ; Sans postérité), 2e duc de Noirmoutier et 1er duc de Royan, bâtisseur de l'hôtel de Noirmoutier ; x 1° 1688 Madeleine/Marguerite de la Grange-Trianon († 1687), cousine issue de germain d'Anne, et 2° 1700 Marie-Elisabeth († 1733), fille de Charles-François Duret de Chevry ;
        - Yolande-Julie de La Trémoille (1693-1775), x 1675 François (II) de La Trémoïlle de Royan et d'Olonne ci-dessus (1637-1690) : Postérité ;
        - Louise-Angélique de La Trémoille (1653/1655-1698), x 1683 Antonio Lante Montefeltro della Rovere, duc de Bomarzo († 1716 ; cf. Page d'histoire, et Man8rove) : Postérité ;
        - Joseph-Emmanuel de La Trémoille (1658/1660-1720), cardinal, évêque de Bayeux puis archevêque de Cambrai, abbé de Saint-Étienne de Caen.
- Louise de La Trémoille, baronne de Rochefort († 1569), qui épouse en 1538 Philippe II de Lévis (> Généalogie)-Mirepoix  : Postérité ;
- Jacqueline de La Trémoille (v. 1522-† 1599), baronne de Marans, de Ré, de Sainte-Hermine, de Brandois et de La Mothe-Achard, dame de Gençay avant 1566 après son frère Georges ; elle épouse en 1534 Louis IV de Bueil, comte de Sancerre : Postérité ;
- Guy de La Trémoille (1527-1538) de Laval ;
- Charlotte de La Trémoille, religieuse à Fontevraud ;
- [Charlotte de La Trémoille, fille naturelle légitimée, dame de Bournezeau, Puymaufray et des Pineaux, x 1559 Charles Rouault (de la Rousselière) du Landreau († v. 1590 ; son père André (IV) Rouault du Landreau était un cousin issu de germain du maréchal Joachim : cf. Racines&Histoire : Rouault, p. 3, 10 et 11) ; le duc Louis-Charles de La Trémoille (1887 ; cf., p. 181[2]) estime qu'elle est plutôt la fille de Louis III de La Trémoille].

### Sources et bibliographie
Les La Trémoïlle pendant cinq siècles. Charles, François et Louis III / Auteur Duc L.-C. de La Trémoïlle, 1890-1896,  Editeur E. Grimaud (Nantes)